# Шеховцев, Виктор Фёдорович
Виктор Фёдорович Ше́ховцев (23 апреля 1940, Москва — 1 февраля 2015, Николаев) — советский футболист, тренер. Мастер спорта СССР.

## Биография
В 1962 и 1963 годах играл в Высшей лиге за куйбышевские «Крылья Советов». В 1966 тренер «Судостроителя» Абрам Лерман позвал Шеховцева в Николаев, где играл знакомый ему по Харькову Леонид Колтун. В «Судостроителе» Шеховцев провёл 8 лет, сыграв за это время около 300 матчей и забив девять мячей.
После окончания карьеры игрока около 20 лет работал тренером в ДЮСШ. В середине 1990-х два года проработал тренером СК «Николаев».
В тандеме со Станиславом Байдой подготовил известных футболистов Владимира Пономаренко, Валерия Высокоса, Александра Фоменко и других.